# علي الصادق علي
علي الصادق علي سياسي ودبلوماسي سوداني، يشغل منصب وزير الخارجية في السودان منذ 20 يناير 2022 حتى 17 أبريل 2024، كُلف بمهام وزارة الخارجية منذ 28 أكتوبر 2021 وحتى 20 يناير 2022، وكان سفيرًا لبلاده لدى لبنان، وسبق أن عمل في سفارة السودان في كل من المملكة العربية السعودية وهولندا وكينيا واليونان.